# Västerviks hamn

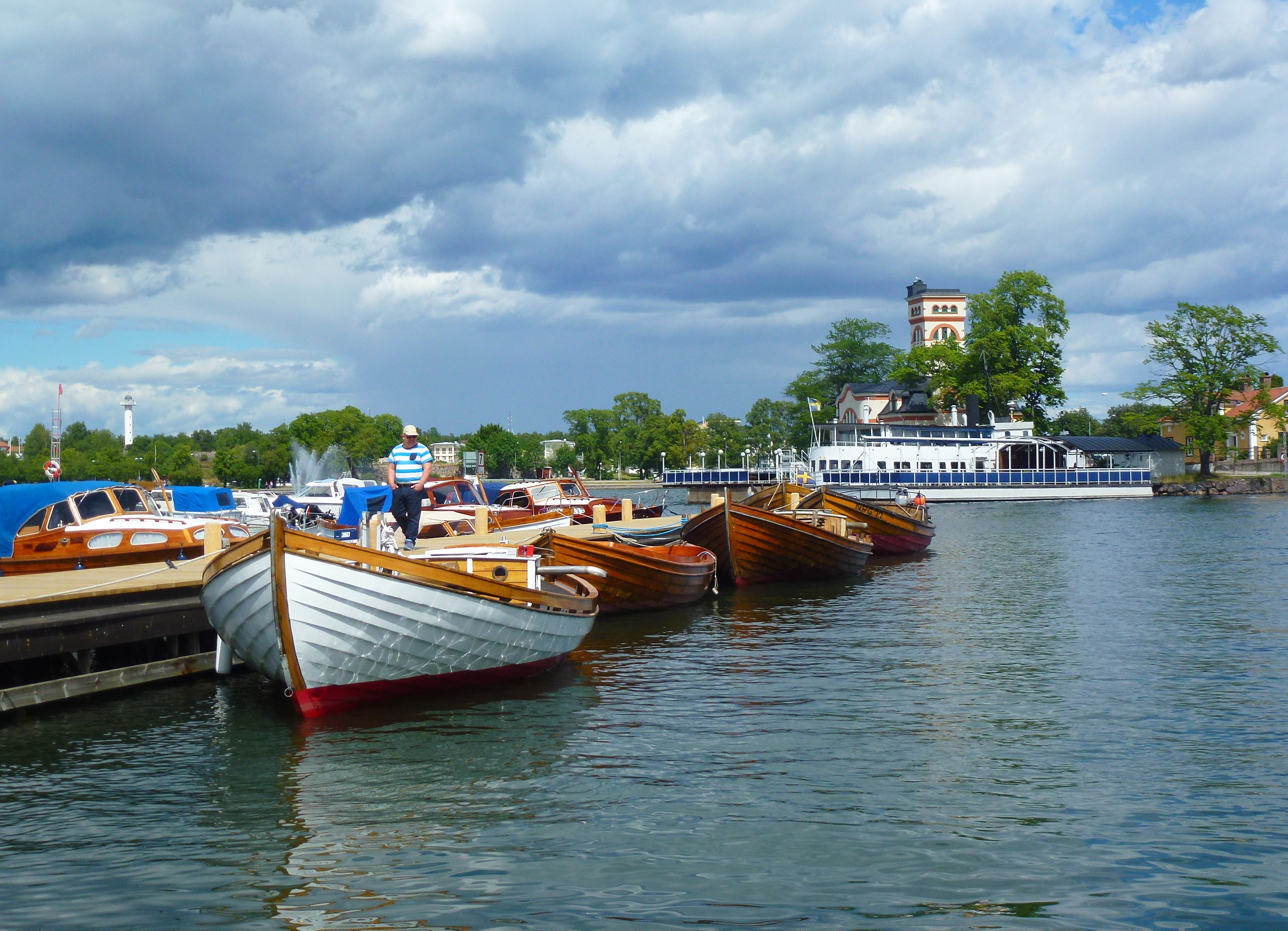
Västerviks centrala hamn, Fiskarehamnen 2015.

Västerviks hamn är en hamn belägen i Västervik i sydöstra Sverige. Det finns en kaj för mindre fartyg i centrala Västervik samt en djuphamn på ön Lucerna, Lucernahamnen, med väg- och järnvägsförbindelse till staden. Godshanteringen vid djuphamnen innefattar petroleum samt skogs- och stålprodukter. Djuphamnen tar även emot person- och bilfärjetrafik och trafikeras av Gotlandsbåten på linjen Västervik-Visby.

## Verksamhet

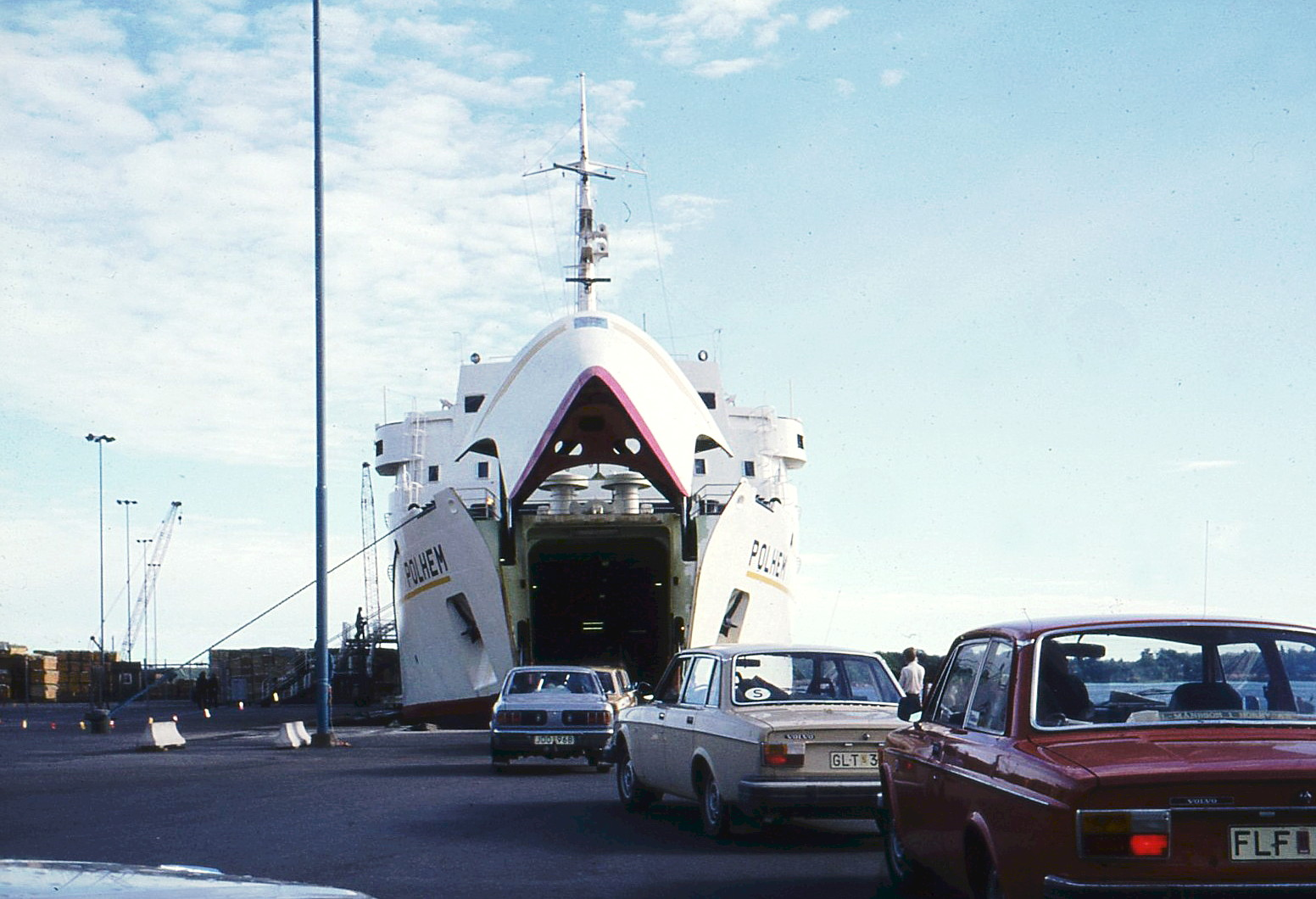
M/S Polhem i Västerviks hamn, 1978.

Djuphamnverksamheten ägs och drivs sedan år 2000 av Rederi AB Transatlantic via dotterbolagen Österströms Rederi AB och Västerviks Logistik och Industri AB som hyr hamnanläggningen av Västerviks kommun.
Färjeförbindelse fanns fram till 1988 mellan Västerviks hamn och Visby på Gotland. Djuphamnen rustades 2011 upp, genom att bland annat farleden gjordes djupare och bredare, och 2016 återupptogs trafiken till Visby av Gotlandsbåten.

## Korta fakta
Fakta om djuphamnen:
- Total kajlängd: 450 meter
- Max djup: 9,5 meter
- RoRo-kajer: 18–20 meters bredd
- Asfalterade terminalytor: 80 000 kvadratmeter
- Farledsdjup: 10 meter
- Farledsbredd: 150 meter